# Olle Svanlund
Olof Hugo Svanlund, född 18 februari 1909 i Svängsta, Asarums församling, Blekinge län, död 5 januari 1996 i Malmö Sankt Johannes församling Malmö
, var en svensk målare, tecknare och grafiker, konsthantverkare och reklamkonstnär.
Han var son till direktören Harald Svanlund och Kate Ulrich och från 1943 gift med Kylle Schram. Efter studier av reklamteckning i Berlin 1928 och Paris 1929–1931 där han även arbetade vid ett reklamtryckeri och studerade för Fernand Léger arbetade Svanlund som reklamkonstnär i Stockholm. Han återvände till Paris där han under ett halvår arbetade som teaterdekoratör innan han 1935 reste vidare till Brasilien. Under sin tid i Brasilien tecknade han miljöbilder från landet och skrev ner sina reseskildringar som publicerades i svenska tidningar. På sina strövtåg i Brasilien följder han författaren Ernst Hallqvists bok Bakom Guds finger som han kom att illustrera 1945. På grund av sjukdom tvingades han avbryta sin resa och väl i Sverige arbetade han något år som reklamtecknare i Göteborg. Han studerade dekorativ konst för Kræsten Iversen och Elof Risebye vid Det Kongelige Danske Kunstakademi i Köpenhamn 1937–1942. Han bosatte sig slutligen i Malmö 1945 men återvände ofta på kortare besök till Köpenhamn och Danmark. Tillsammans med sin fru startade han 1946 ett handtryckeri där de första svenska tapeterna med modernt handtryck tillverkades och kom ut på konsumentmarknaden förutom tapeter tryckte man även textiler. Han tilldelades Skånes konstförenings stipendium 1956, Ellen Trotzigs stipendium 1958 och Malmö stads kulturstipendium 1965. Separat ställde han ut i SDS-hallen ett flertal gånger och på bland annat Gummesons konsthall i Stockholm 1942, Modern konst i Malmö 1946, Lilla konstsalongen i Malmö 1966, Galerie Riquelme i Paris 1963 samt Galeri Køpenhamn 1963 och Galleri Gammelstrand i Köpenhamn 1964. Tillsammans med sin fru ställde han ut på Galerie Moderne i Malmö 1958. Han medverkade i samlingsutställningar arrangerade av Sveriges allmänna konstförening, Skånes konstförening, Liljevalchs Stockholmssalonger och i Köpenhamn tillsammans med Kulingen, Decembristerna och Majudstillingen. Bland hans offentliga arbeten märks en väggmålning i en av Öresundsvarvets lokaler, temperamålningen Musik i luften vid Mellanhedens skola i Malmö, en abstrakt målning på en Perstorpsplatta för en kontorsbyggnad på Perstorp AB, en fasad i klinker och mosaik på en av Skånebyggens bostadshus i Malmö, en glasvägg på Gumælius annonsbyrå i Malmö, ett korfönster för Lammhults kyrka i Småland samt emaljmålningar på bostadshusfasader i kvarteret Segevång och Djupdalaskolan i Malmö. Vid sidan av sitt eget skapande var han under några år lärare vid Skånska målarskolan. Svanlund är representerad vid Moderna museet, Nationalmuseum, Malmö museum, Institut Tessin i Paris, och Tomelillas konstsamling i Skåne.